# Benoît Musy
Benoît Musy (Friburgo, 13 dicembre 1917 – Montlhéry, 7 ottobre 1956) è stato un pilota motociclistico e pilota automobilistico svizzero.

## Biografia
Musy nacque il 13 dicembre 1917 a Friburgo, figlio del presidente svizzero Jean-Marie Musy. Ha conseguito una laurea in ingegneria agraria presso l'Institut agricole de l'État de Fribourg a Grangeneuve e ha prestato servizio nell'aeronautica militare durante la chiamate alle armi della Svizzera durante la seconda guerra mondiale. Nel 1944 salvò 1 200 ebrei dal campo di concentramento di Theresienstadt con suo padre e nel 1947 fu uno dei primi a ricevere la licenza svizzera di paracadutismo.

### Moto da corsa
Acquisì ulteriore fama come pilota motociclistico, vincendo sei campionati svizzeri con Moto Guzzi. Ha anche gareggiato nel motomondiale esordendo nel Gran Premio motociclistico svizzero del 1949 e partecipando ad altre gare sino al 1953.

### Corse automobilistiche
Successivamente è passato alle auto da corsa. Corse con varie macchine, tutte aventi però come casa madre la Maserati. Musy esordì nel maggio 1954, con una Maserati A6, un'auto da corsa ufficiale Maserati, precedentemente utilizzata da Giletti, il pilota ufficiale Maserati. Con questa vettura ha vinto diverse gare, registrando anche dei giri record, su piste diverse. La vendette poi nel 1955 a Pietro Pagliarini.
A quel tempo, Musy faceva già parte della scuderia semi-ufficiale Maserati. Ha preso parte a diverse gare, con pochissimo successo, in 150, 200S e 200Si. Ha anche partecipato a una gara alla Dakar in 250, senza però riuscire a finirla.
Dopo un test drive nel Gran Premio di Svezia, nel 1955 acquistò una Maserati 300S, con la quale ottenne diversi podi.
Musy morì in una gara all'Autodrome de Montlhéry, in Francia, il 7 ottobre 1956, facendo schiantare una Maserati 200S su un terrapieno, dopo un guasto al piantone dello sterzo. Espulso dall'auto, è morto immediatamente.
In totale, ha partecipato a undici campionati europei di auto sportive della metà degli anni 1950, vincendone cinque.

## Risultati nelle corse automobilistiche
| Anno | Posizione | Pista                                                        | Macchina              |
| ---- | --------- | ------------------------------------------------------------ | --------------------- |
| 1954 | 1º        | Circuit de Spa-Francorchamps (Belgio)                        | Maserati 2000cc A6GCS |
| 1954 | 4º        | Autodromo dell'Aquila (Svizzera)                             | Maserati 2000cc       |
| 1954 | 1º        | Miglior tempo in assoluto sulla pista di Megève (Francia)    | Maserati 2000cc       |
| 1954 | 2º        | Autodromo di Senigallia (Italia)                             | Maserati 2000cc       |
| 1954 | 2º        | Autodromo di Senigallia (Italia)                             | Maserati 2000cc       |
| 1954 | 2º        | Circuit Park Zandvoort (Paesi Bassi)                         | Maserati 2000cc       |
| 1954 | 2º        | Circuito Bremgarten Swiss Grand-Prix                         | Maserati 2000cc       |
| 1954 | 2º        | Circuito di Kandersteg (Svizzera)                            | Maserati 2000cc       |
| 1954 | 1º        | Autodrome de Linas-Montlhéry (Francia)                       | Maserati 2000cc       |
| 1954 | 1º        | Circuit de Spa-Francorchamps (Belgio)                        | Maserati 2000cc       |
| 1955 | 1º        | Grand Prix des Frontières ( Chimay Street Circuit ) (Belgio) | Maserati 3000cc 300S  |
| 1955 | 4º        | Porto Grand Prix ( Monsanto Park ) (Portogallo)              | Maserati 3000cc       |
| 1955 | 2º        | 10h notturna di Messina (Italia)                             | Masearti 3000cc       |
| 1955 | 1º        | Karlskoga - Kanonloppet (Svezia)                             | Maserati 3000cc       |
| 1956 | 1º        | Miglior tempo assoluo all'Oulton Park (Regno Unito)          | Maserati 3000 cc      |
| 1956 | 1º        | Grand Prix des Frontières ( Chimay Street Circuit ) (Belgio) | Maserati 3000cc       |
| 1956 | 5º        | Gran Premio di Bari (Italia)                                 | Maserati 3000 cc      |
| 1956 | 1º        | Gran Premio di Sables-d'Olonne (Francia)                     | Maserati 3000 cc      |

## Risultati nel motomondiale

### Classe 250
| 1949 | Classe | Moto       |  |   |    |    |   |   |  |  |  | Punti | Pos. |
| ---- | ------ | ---------- |  | - | -- | -- | - | - |  |  |  | ----- | ---- |
| 1949 | 250    | Moto Guzzi |  | 5 | NE | NE | - | - |  |  |  | 5     | 13º  |

| 1950 | Classe | Moto       |  |    |    |   |   |   |  |  |  | Punti | Pos. |
| ---- | ------ | ---------- |  | -- | -- | - | - | - |  |  |  | ----- | ---- |
| 1950 | 250    | Moto Guzzi |  | NE | NE | 4 | - | - |  |  |  | 3     | 9º   |

| 1951 | Classe | Moto       |    |   |  |    |    |  |  |  |  | Punti | Pos. |
| ---- | ------ | ---------- | -- | - |  | -- | -- |  |  |  |  | ----- | ---- |
| 1951 | 250    | Moto Guzzi | NE | 4 |  | NE | NE |  |  |  |  | 3     | 8º   |

| 1953 | Classe | Moto       |   |   |    |   |    |   |   |   |   | Punti | Pos. |
| ---- | ------ | ---------- | - | - | -- | - | -- | - | - | - | - | ----- | ---- |
| 1953 | 250    | Moto Guzzi | - | - | NE | - | NE | - | 9 | - | - | 0     |      |

| Legenda | 1º posto        | 2º posto            | 3º posto            | A punti      | Senza punti        | Grassetto – Pole position Corsivo – Giro più veloce |
| Legenda | Gara non valida | Non qual./Non part. | Ritirato/Non class. | Squalificato | '-' Dato non disp. | Grassetto – Pole position Corsivo – Giro più veloce |

### Classe 500
| 1950 | Classe | Moto       |  |  |  |    |  |    |  |  | Punti | Pos. |
| ---- | ------ | ---------- |  |  |  | -- |  | -- |  |  | ----- | ---- |
| 1950 | 500    | Moto Guzzi |  |  |  | 13 |  | 18 |  |  | 0     |      |

| 1951 | Classe | Moto       |  |   |  |  |  |  |  |  | Punti | Pos. |
| ---- | ------ | ---------- |  | - |  |  |  |  |  |  | ----- | ---- |
| 1951 | 500    | Moto Guzzi |  | 5 |  |  |  |  |  |  | 2     | 19º  |

| Legenda | 1º posto        | 2º posto            | 3º posto            | A punti      | Senza punti        | Grassetto – Pole position Corsivo – Giro più veloce |
| Legenda | Gara non valida | Non qual./Non part. | Ritirato/Non class. | Squalificato | '-' Dato non disp. | Grassetto – Pole position Corsivo – Giro più veloce |